# Beaufort megye (Észak-Karolina)
Beaufort megye az Amerikai Egyesült Államokban, azon belül Észak-Karolina államban található. Megyeszékhelye és legnagyobb városa Washington. Lakosainak száma 44 652 fő (2020. április 1.). Beaufort megye Washington, Hyde, Pamlico, Craven, Pitt és Martin megyékkel határos.

## Népesség
A megye népességének változása:
| Lakosok száma | 47 779 | 47 664 | 47 483 | 47 464 | 47 651 | 44 652 |
|               | 2010   | 2011   | 2012   | 2013   | 2015   | 2020   |